# نيكارشتايناخ
نكاشتاينناخ (بالألمانية: Neckarsteinach) هي بلدة، Gemarkung، مدينة و بلدة ألمانية تقع في ألمانيا في Kreis Bergstraße. يقدر عدد سكانها بـ 3,829 نسمة .

## المدن التوأمة
مدن Pargny-sur-Saulx و Grein هي مدن توأمة لنكاشتاينناخ.